# Route nationale 19 (Inde)
Pour les articles homonymes, voir Route nationale 19.
La Route nationale 19 (en anglais : National Highway 19, sigle NH 19), une route nationale  en Inde qui commence à Agra et se termine à Calcutta.

## Tracé
La route nationale 19 relie Agra à Calcutta et traverse quatre États de l'Inde: l'Uttar Pradesh, le Bihar, le Jharkhand et le Bengale-Occidental,.
La NH 19 part d'Agra depuis sa jonction avec la NH-44 puis traverse Kanpur, Allahabad, Varanasi dans l'État de l'Uttar Pradesh, Mohania, Sasaram, Dehri On Sone, Aurangabad dans l'État du Bihar, Barhi, Bagodar, Gobindpur dans l'État du Jharkhand. , Asansol, Palsit et se termine à sa jonction avec la NH-16 près de Calcutta dans l'État du Bengale occidental.

## Histoire
La route était auparavant appelée Route Delhi-Calcutta et c’est l'une des routes nationales les plus fréquentées de l'Inde.
Après la renumérotation des routes nationales, la route Delhi-Agra est désormais la route nationale 44 et la route Agra-Calcutta est numérotée route nationale 19.
Elle constitue une partie importante de la route historique Grand Trunk Road.
Elle fait également partie de l'AH1 du réseau routier asiatique, qui s'étend du Japon jusqu'en Turquie.
Elle était auparavant connue sous le nom de NH 2 (ancienne) avant la renumérotation de toutes les routes nationales par le ministère des Transports routiers et des Autoroutes en 2010.